# アラガスタ (小惑星)
アラガスタ (738 Alagasta) は小惑星帯の小惑星である。フランツ・カイザーがハイデルベルクのケーニッヒシュトゥール天文台で発見した。
カイザーの家族がかつて住んでいたラインラント＝プファルツ州マインツ＝ビンゲン郡のガウ＝アルゲスハイムの旧称に因んで名付けられた。
2008年2月に大阪府で掩蔽が観測された。